# Renaissance fusillée

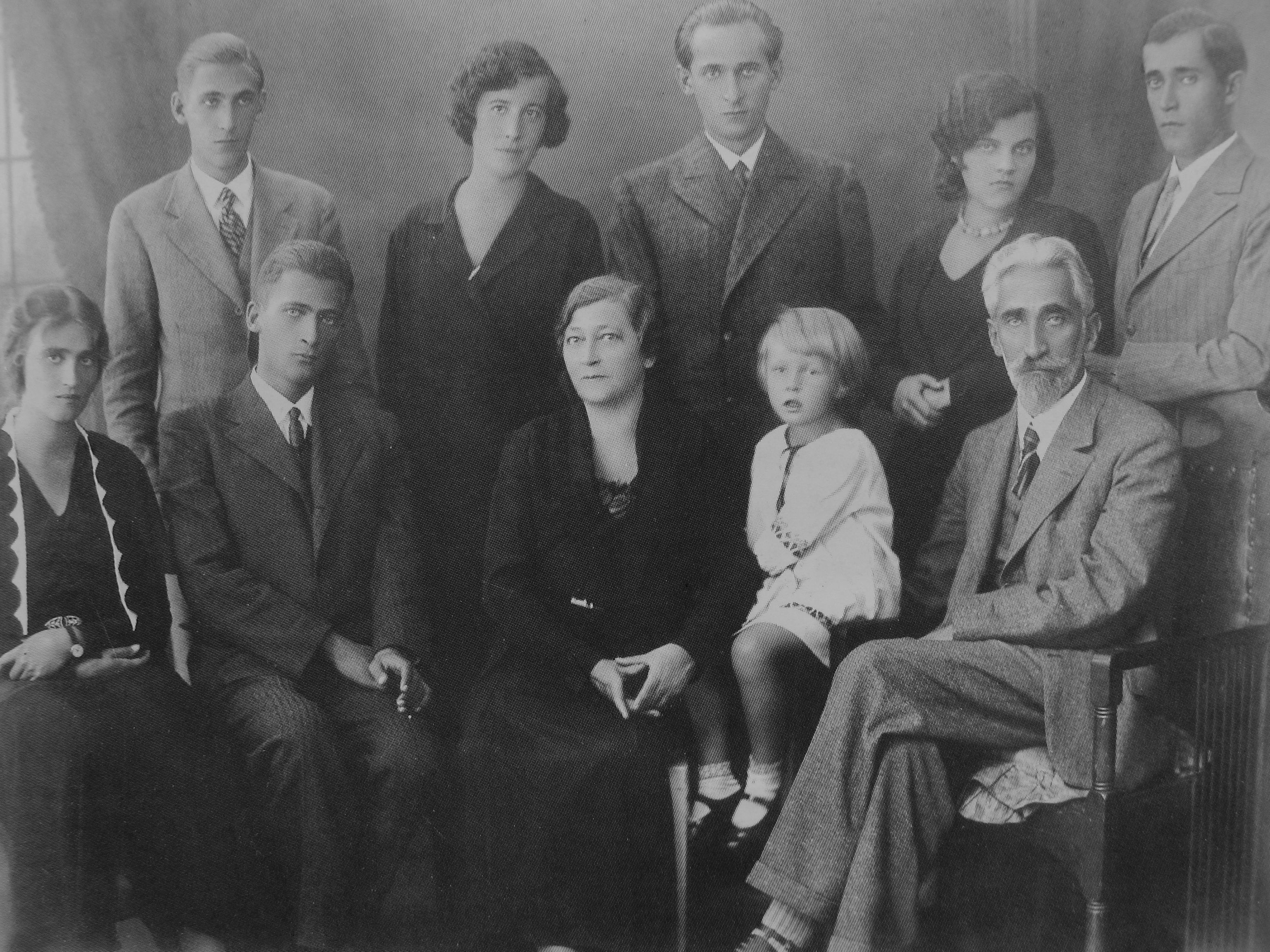
La famille Krouchelnytsky, au début des années 1930. Assis (de gauche à droite) : Vladimir, Taras, Maria (mère), Larissa et le père Antin. Debout : Ostap, Halyna (épouse d'Ivan), Ivan, Natalia (épouse de Bohdan), Bohdan. En 1934-1937, Volodymyr, Taras, Antin, Ostap, Ivan et Bohdan ont été réprimés puis exécutés. Cette photo est devenue un symbole de l'extermination de l'intelligentsia ukrainienne par le régime stalinien.

Le terme Renaissance fusillée (en ukrainien : Розстріляне відродження, Rozstriliané Vidrodjennia) ou Renaissance rouge (Червоний ренесанс, Tchervony Renessans) est utilisé pour décrire la génération d'écrivains et d'artistes ukrainiens des années 1920 et du début des années 1930 qui faisaient partie de l'élite intellectuelle de la république socialiste soviétique d'Ukraine et qui ont été fusillés ou déportés par le NKVD sur les ordres de Joseph Staline. Le terme a été suggéré pour la première fois par le publiciste polonais Jerzy Giedroyc dans sa lettre au chercheur en littérature ukrainienne Iouri Lavrinenko (uk), qui l'a ensuite utilisé comme titre pour la collection des meilleures œuvres littéraires de cette génération, Renaissance fusillée (uk).

## Contexte historique
Malgré un fort contexte d'invisibilisation et d'interdiction — notamment à la suite de l'oukase d'Ems de 1876, qui interdit l'utilisation de l'ukrainien —, des auteurs et artistes ukrainiens de la fin du XIXe siècle et du début du XXe siècle, tels que Mykola Koulich, Ivan Franko et Mykhaïlo Kotsioubynsky, continuent de produire des œuvres. Le début du XXe siècle est marqué par les révolutions de 1905 et de 1917, qui aboutit à une période d'indépendance de l'Ukraine (1917-1922).
Issue principalement des classes modestes et moyennes (fonctionnaires, petits commerçants, prêtres, ouvriers, paysans), la nouvelle génération de l'élite ukrainienne n'a pas toujours eu l'occasion de recevoir une éducation systématique, à cause de la guerre et la famine. Mais, travaillant en marge tout en étant en contact avec les cultures populaires mondiales, elle a été imprégnée des dernières tendances et a impulsé des mouvements artistiques novateurs. C’est au cours de cette période que l’Ukraine a eu une occasion non réalisée de résoudre la question de son indépendance. Pendant ces deux décennies, la plupart des terres d'origine ukrainiennes étaient subordonnées à Moscou. Outre l'URSS, d'autres Etats  (la République de Pologne, la République tchécoslovaque et le Royaume de Roumanie) ont intégré des terres ukrainiennes, ce qui a permis aux artistes de s'engager dans une vie littéraire non nationale et a contribué à son renouvellement et à sa définition.

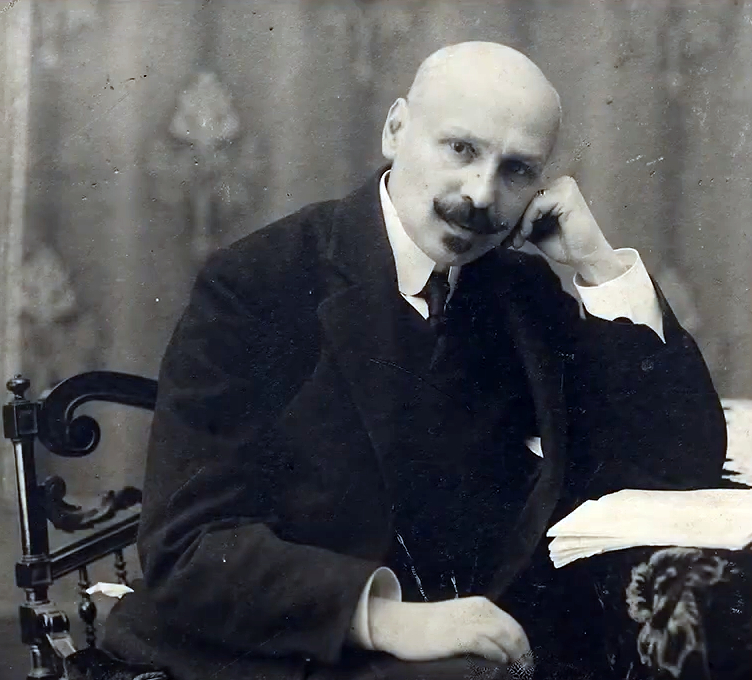
Mykhaïlo Kotsioubynsky vers 1900.

Au sujet des facteurs historiques et littéraires, Tamara Goundorova (uk) remarque : « à la fin de la première et au début de la deuxième décennie du XXe siècle, on observe un renouvellement générationnel dans la littérature ukrainienne. La mort de Mykhaïlo Kotsioubynsky, de Lessia Oukraïnka et d'Ivan Franko, ainsi que l'émigration d'Oleksandr Olès, Spyrydon Tcherkassenko (uk), Mykyta Chapoval (uk), Volodymyr Vynnytchenko, Mykola Vorony (uk) et Volodymyr Samiylenko (ces trois derniers reviendront néanmoins rapidement) et l'exécution de Hryhoriy Tchouprynka (uk) (1921) a marqué la fin des débuts du modernisme ukrainien (uk) avec son puissant mythe national et culturel, son programme d'humanisation et d'universalisation du monde, l'utopie spirituelle d'une vie individuelle, nationale et sociale harmonieuse. »
À ce moment arrive une nouvelle génération portant le fardeau moral des victoires et des défaites de la lutte pour l'indépendance nationale, avec une compréhension du chemin de l'Ukraine dans l'histoire du monde, indépendamment des jugements, avec des idées diverses pour le développement de la littérature ukrainienne ; cette arrivée se produit au moment où, selon Solomia Pavlytchko, la littérature touche un public plus large que jamais et le niveau d'éducation de ce public a augmenté. Pour la première fois en littérature, un grand nombre d'écrivains et d'intellectuels ont travaillé ; des universitaires ukrainiens ont pris la parole dans les départements des universités nationales et certaines directions artistiques, groupes et écoles se sont rapidement différenciés. Cependant, la tendance à moderniser la vie culturelle a coexisté dès le début avec une tendance parallèle à sa subordination à l'idéologie, puis à sa destruction complète.

## Histoire du mouvement

### Élan créatif en réaction au socialisme stalinien
Les idéaux de cette nouvelle génération d'intellectuels étaient la rébellion, l'indépendance de pensée et le rejet d'une société de masse qui marginalise l'initiative et la création individuelles.

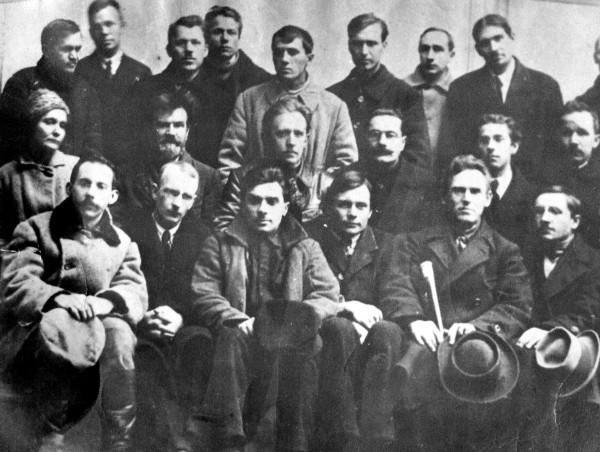
Groupe d'artistes et écrivains ukrainiens incluant Mykola Khvyliovy,, Mykola Zerov, Maxime Rylski,,, Volodymyr Sossioura,, Maïk Johansen,,, Pavlo Tytchyna,, en 1923.

La prose était divisée en deux volets : intrigue et sans intrigue. Dans les œuvres sans intrigue, l'essentiel n'était pas une phrase ou un mot, mais ce qu'elle ou il transmettait : l'esprit, « l'odeur du mot », comme le disait Mykola Khvyliovy. Le style des sentiments forts et de la pénétration dans l'essence des phénomènes est appelé néoromantisme ou expressionnisme. Mykola Khvylovy, Iouri Ianovsky (uk), Andriy Holovko (uk), Mykhaïlo Ialovy (uk) dit « Ioulian Chpol », Oleksa Vlyzko (uk), Les Kourbas, Mykola Koulich et bien d'autres ont travaillé en ce sens.
L'idée principale de la nouvelle Я (Романтика) (Moi (la Romantique), 1924) de Khvylovy est la déception face à la révolution, les contradictions flagrantes et la bifurcation de l'humanité à cette époque. Le personnage principal est un homme sans nom, c'est-à-dire sans individualité, sans âme. Au nom de la révolution, il tue sa mère et se punit en se demandant si la révolution valait un tel sacrifice.
Pour la première fois dans la littérature ukrainienne, des éléments de la philosophie de l'existentialisme sont apparus dans le roman de Valérian Pidmohylny, Місто (Ville). Le protagoniste en quête du plaisir va de la satisfaction physique aux besoins religieux les plus élevés. Cependant, même dans un sujet aussi complexe, l'écrivain ne transforme pas le roman en un simple récit de philosophie « populaire », mais le comprend de manière créative en application d'une vision du monde ukrainienne.
En poésie, le plus intéressant est la recherche des symbolistes Oleksandr Olès et Pavlo Tytchyna. Dans le recueil Сонячні кларнети (Clarinettes solaires), Pavlo Tytchyna a reflété toute l'étendue de l'esprit instruit et subtil, qui contemple la richesse de la nature ukrainienne, voulant creuser dans ses origines.
Lorsque le Parti communiste de l'Union soviétique réalise qu'il perd la bataille littéraire avec son réalisme socialiste face aux Vaplite, il commence à utiliser des méthodes interdites : répression, silence forcé, critiques dévastatrices, arrestations et exécutions. Les écrivains avaient alors le choix entre le suicide (Khvylovy), l'enfermement dans des camps de travail pénitentiaire (Borys Antonenko-Davydovytch (uk), Ostap Vyshnia), le silence (Ivan Bagriany, Viktor Petrov (uk)), l'exil (Volodymyr Vynnytchenko, Yevhen Malaniouk) ou la production de propagande pour le Parti (Pavlo Tytchyna, Mykola Bajan). La plupart des artistes ont été réprimés et fusillés.
Quand Ivan Bagriany a publié son recueil de poèmes Золотий бумеранг (Boomerang doré) à l'étranger en 1947, l'ouvrage a été sous-titré Рештки загубленого, репресованого та знищеного (Vestiges des disparus, des réprimés et des détruits).
Les œuvres ont été transportées dans des entrepôts spéciaux et interdits, et beaucoup d'entre elles ont été perdues à jamais. Certains ouvrages fonctionnant en samizdat (Ivan Bagriany), des manuscrits, ont été publiés à l'étranger.

### Répression des écrivains et artistes

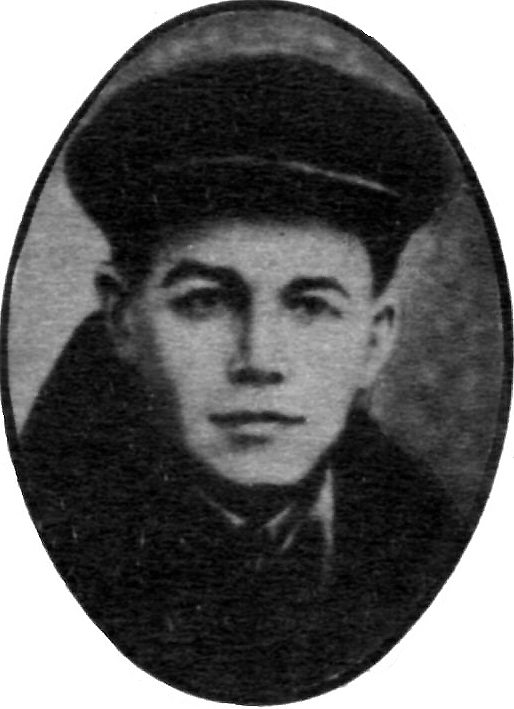
(n. d.).

Le début de l'extermination massive de l'intelligentsia ukrainienne est situé au mois de mai 1933, époque où Mykhaïlo Ialovy (uk) est arrêté (12 et 13 mai) et que Mykola Khvyliovy se suicide à la suite de sa détention au bâtiment Slovo de Kharkiv.
Le point culminant du régime répressif soviétique a été les exécutions massives de « contre-révolutionnaires » à la veille du 20e anniversaire de la révolution d'Octobre. Ainsi, le 3 novembre 1937, de nombreux détenus de la prison Solovetsky ont été exécutés dans le district de Sandarmokh (Carélie) sur décision de la Troïka du NKVD. La liste des « nationalistes bourgeois ukrainiens » liquidés le 3 novembre comprenait Les Kourbas, Mykola Koulich, Matviy Iavorsky (uk), Volodymyr Tchekhivsky, Valérian Pidmohylny, Pavlo Fylypovytch (uk), Valérian Polichtchouk (uk), Hryhorii Epik, Myroslav Irtchan (uk), Marko Vorony (uk), Mykhaïlo Kozoris (uk), Oleksa Slissarenko (uk), Mykhaïlo Ialovy (uk) et d'autres. Au total, des dizaines de représentants de l'intelligentsia ukrainienne ont été tués en une journée sur décision d'organes non judiciaires. Les données exactes sur le nombre d'intellectuels ukrainiens réprimés pendant les répressions staliniennes de la période de la Renaissance fusillée ne sont pas connues. Selon certaines estimations, ce nombre atteint 30 000 personnes.
Au contraire, il est assez simple de déterminer le nombre approximatif d'individus réprimés parmi les écrivains, par la présence de leurs publications au début et à la fin des années 1930. Ainsi, selon un rapport de l'Association Slovo (uk) (organisation des écrivains ukrainiens en exil) envoyé le 20 décembre 1954 au deuxième Congrès des écrivains de l'Union : en 1930, 259 écrivains ukrainiens ont été publiés, et après 1938, 36 d'entre eux seulement ont été publiés (13,9 %). Selon l'organisation, 192 des 223 écrivains « portés disparus » ont été réprimés (fusillés ou envoyés dans des camps avec éventuellement des exécutions ou des morts), 16 ont disparu et 8 se sont suicidés. Le martyrologe des écrivains ukrainiens « Oltar Skorboty » (Олтар скорботи), dont le principal compilateur est Oleksa Moussienko (uk), dénombre 246 écrivains victimes de la terreur stalinienne. Ce nombre représente plus de la moitié du nombre total d'écrivains ukrainiens qui y sont mentionnés, aux côtés de ceux réprimés par d'autres régimes, notamment l'occupation nazie (55), l'ère Brejnev (29), l'Empire russe (11), l'Autriche-Hongrie (3) et autres. Selon d'autres sources, 228 des 260 écrivains ukrainiens ont été réprimés.

## Représentants

### Différents groupes de la Renaissance fusillée

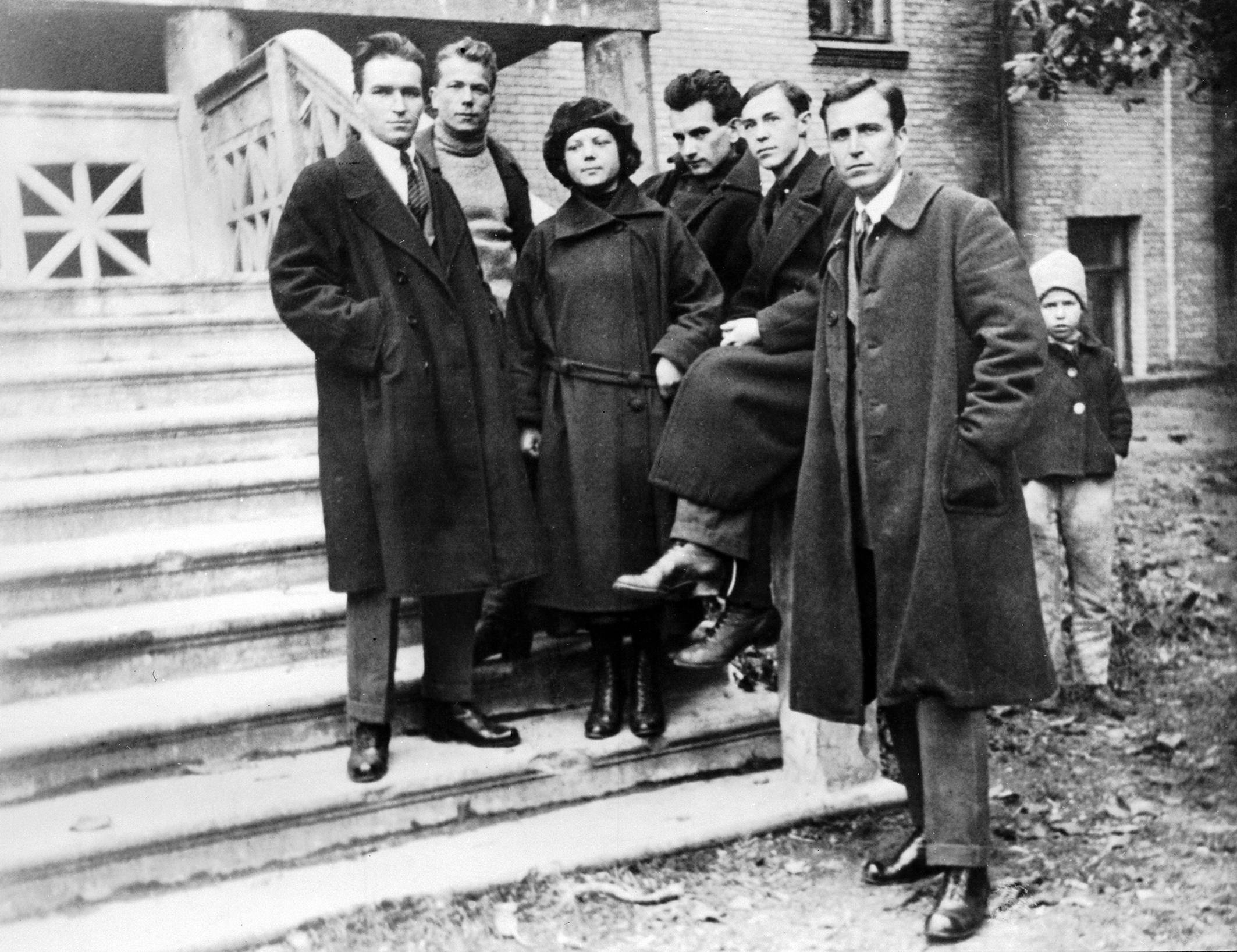
Membres de l'association littéraire. De gauche à droite :,,, Ievhen Ploujnyk, Valérian Pidmohylny et. 1925.

La plupart des écrivains appartenaient à des associations littéraires dont les principales sont (Lanka (uk) (Ланка, c'est-à-dire l'« Atelier de mots révolutionnaires », qui deviendra « MARS »), « Charrue (uk) » (Плуг), les néoclassiques Molodniak (uk) (Молодняк), l'« Ukraine occidentale (uk) » (Західна Україна), LOTCHAF (ЛОЧАФ, union de l'armée et de la marine). La plus influente fut Hart (uk) (Гарт), rebaptisée plus tard Vaplite (Académie libre de littérature prolétarienne), qui a démontré la nécessité d'une littérature ukrainienne plus orientée vers l'Europe que la Russie.
Les représentants de l'intelligentsia appartenant à la Renaissance fusillée sont classiquement divisés en plusieurs groupes selon leur trajectoire pendant et après les Grandes Purges staliniennes. Le premier groupe — les victimes directes de la terreur — comprend les écrivains Valérian Pidmohylny, Valérian Polichtchouk (uk), Marko Vorony (uk), Mykola Koulich, Mykola Khvyliovy, Mykhaïl Semenko, Ievhen Ploujnyk, Mykola Zerov, ainsi que des artistes — les « boïtchoukistes », Les Kourbas et de nombreux autres — qui ont été physiquement éliminés par exécution, envoi dans des camps de concentration ou suicide à la suite de leur arrestation. Bien que la plupart d'entre eux aient été réhabilités à la fin des années 1950, leur travail artistique ou scientifique a été interdit en URSS, ou du moins discrédité par les autorités soviétiques. En outre, de nombreuses œuvres de ces artistes, surtout plus tardives, ont été détruites par les autorités soviétiques pendant la période stalinienne. Par exemple, presque aucune œuvre monumentale de Mykhaïlo Boïtchouk, qui fut le fondateur de l'école de peinture monumentale, n'a survécu. Cependant, après réhabilitation, le travail des quelques artistes qui s'inscrivent généralement dans le cadre officiel du réalisme socialiste, a été reconnu par les autorités soviétiques et leurs œuvres ont été réimprimées, comme celles Fylyp Kapelhorodsky (uk) ou d'Ivan Mykytenko ; certaines ont même été incluses dans les programmes scolaires, comme celles de Mykola Koulich.
Certains des membres réprimés et persécutés de l'intelligentsia ukrainienne ont réussi à échapper à la peine capitale et à survivre dans les prisons et les camps de concentration. Certains d'entre eux ont même réussi à s'échapper des camps de concentration, comme Ivan Bagriany. Après avoir purgé sa peine, Ostap Vychnia est devenu un chanteur fidèle au régime stalinien et Borys Antonenko-Davydovytch (uk), qui n'a été libéré qu'après sa réhabilitation en 1957, s'est opposé au régime soviétique pour le reste de sa vie.
Le troisième groupe se compose de ces personnalités culturelles qui ont échappé à la répression, mais dont les œuvres, jugées trop éloignées du réalisme socialiste et du cadre étroit du parti, ont tout de même été condamnées par les autorités soviétiques. Le travail de ces personnalités a été interdit et invisibilisé, et leurs œuvres ont été retirées du stockage et détruites. La plupart des intellectuels et artistes concernés sont morts avant les répressions de masse (Leonid Tchernov (uk), Oleksandr Bohomazov, Hnat Mykhaïlytchenko (uk)), certains y ont échappé car elles n'étaient plus actives (comme Maria Halytch (uk)), et un nombre très restreint d'entre eux a pu quitter le pays à temps (Iouri Klen (uk)).
Le quatrième groupe comprend des artistes de « l'ère du renouveau du plan ». Leur travail était soit clairement conforme aux normes du Parti communiste, soit sujet à des changements importants pendant les répressions stalinienne. Les craintes qu'ils éprouvaient pour leur sécurité dans des conditions de terreur de masse les ont forcés à s'adapter rapidement et à se transformer en artistes de propagande. Les œuvres de Maxime Rylski, Pavlo Tytchyna, Volodymyr Sossioura, Ivan Kotcherha (uk) et bien d'autres, créées à cette époque et par la suite, n'ont pas une haute valeur artistique, ni d'individualité des formes ou des styles et sont des exemples typiques de l'art de propagande socialiste-réaliste.
Dans les années 1930, un grand nombre de personnalités culturelles plus anciennes, qui se sont fait connaître avant l'ère soviétique et appartiennent à la génération de personnages du début du XXe siècle, et non des années 1920 et 1930, ont également été tuées. Ce sont Lioudmyla Starytska-Tcherniakhivska, Mykola Vorony, Serhiy Iefremov, Hnat Khotkevytch et d'autres. Du fait de la politique d'ukrainisation, ils ont été activement impliqués dans les processus de développement de la littérature, de la culture et de la science ukrainiennes qui ont eu lieu en URSS. Certains d'entre eux étaient revenus d'exil à cette fin, comme Mykola Vorony, ou ont spécialement quitté les terres ukrainiennes sous domination polonaise, comme Antin Krouchelnytsky (uk) et sa famille.

### Quelques représentants
| Portrait | Nom                                  | Dates de naissance et mort        | Circonstances du décès | Activités | Réhabilitation   |
|          | Mykhaïlo Ialovy (uk)                 | 5 juin 1895-3 novembre 1937       | Il a été arrêté en avril 1933, accusé d'espionnage, de « choumskisme » et de préparation d'une tentative d'assassinat sur Pavel Postychev, et condamné à 10 ans de prison. Le 9 octobre 1937, une troïka spéciale de l'UNKVD de la région de Leningrad le condamne à mort. | Écrivain. Membre des associations littéraires Hart (uk) et Vaplite, dont il est le premier président. | 19 juin 1957     |
|          | Mykola Khvyliovy                     | 13 décembre 1893-13 mai 1933      | Dans un contexte de persécution totale, intensifié par l'arrestation de Mykhaïlo Ialovy (uk) et l'Holodomor, il s'est suicidé. | Écrivain et publiciste. Premier écrivain ukrainien néoromantique. L'un des fondateurs de la prose ukrainienne post-révolutionnaire. | —                |
|          | Valérian Pidmohylny                  | 2 février 1901-3 novembre 1937    | Le 11 janvier 1935, il admit qu'il appartenait à un « groupe d'écrivains nationalistes ayant des attitudes terroristes envers les chefs de parti ». Il a reconnu qu'à son avis, « la politique de collectivisation a conduit la campagne ukrainienne à la famine ». Un tribunal à huis clos l'a condamné à « dix ans d'emprisonnement avec confiscation de biens personnels ». En 1937, il est finalement condamné à mort par une troïka spéciale de l'UNKVD de la région de Leningrad. | Écrivain, traducteur. L'un des auteurs de prose les plus en vue et le fondateur du réalisme psychologique dans la littérature du renouveau ukrainien. | 4 août 1956      |
|          | Hryhoriy Kossinka (uk)               | 29 novembre 1899-15 décembre 1934 | Au début des années 1930, la publication d'ouvrages est interdite, ce pour quoi il est arrêté en novembre 1934. Lors d'un procès le mois suivant, il est accusé d'appartenir à une organisation terroriste contre-révolutionnaire et condamné à mort. | Prosateur. Membre des associations d'écrivains Aspis (1923-1924) et Lanka (uk) (« Atelier de mots révolutionnaires », qui deviendra « MARS »). Maître de la nouvelle impressionniste.                                                                                                  | 19 octobre 1957  |
|          | Mykola Koulich                       | 18 novembre 1892-3 novembre 1937  | Au premier Congrès des écrivains soviétiques de toute l'Union, il est déclaré dramaturge nationaliste bourgeois. En décembre 1934, après les funérailles de son ami Ivan Dniprovsky, il est arrêté par le NKVD. | Dramaturge, metteur en scène, personnalité publique, journaliste et monteur, enseignant. Créateur de la dramaturgie ukrainienne moderne. | 4 août 1956      |
|          | Ievhen Ploujnyk                      | 26 décembre 1898-2 février 1936   | En décembre 1934, il est arrêté par le NKVD, accusé d'appartenir à une organisation terroriste nationaliste. En mars 1935, le conseil militaire de la Cour suprême de l'URSS, le condamne à mort ainsi que d'autres écrivains — condamnation finalement commuée en emprisonnement de longue durée. | Poète, écrivain, dramaturge, traducteur. Il était membre d'Aspis, Lanka et MARS. Sa poésie est caractérisée par un lyrisme profond, une expression dramatique des sentiments et un langage poétique magistral.                                                                         | août 1956        |
|          | Mykhaïl Semenko                      | 31 décembre 1892-23 octobre 1937  | Il a été arrêté le 26 avril 1937, accusé d'« activité contre-révolutionnaire active ». Entre autres, il a été accusé d'avoir tenté de renverser le régime soviétique dans la RSS d'Ukraine avec l'aide de fascistes allemands. Au cours des interrogatoires des 4, 7 et 8 mai 1937, il a « avoué » tout ce dont on l'accusait. Le 23 octobre 1937, le conseil militaire de la Cour suprême de l'URSS l'a condamné à mort et exécuté. | Poète, théoricien de la littérature. Leader du futurisme ukrainien (panfuturisme (uk)), organisateur de groupes futuristes, éditeur de nombreuses publications. Il a modernisé les paroles ukrainiennes avec des thèmes urbains.                                                       |                  |
|          | Valérian Polichtchouk (uk)           | 1er octobre 1897-9 octobre 1937   | En novembre 1934, il fut arrêté par le DPU. En mars 1935, une session de visite du Collège militaire de la Cour suprême de l'URSS le condamna à 10 ans de camps de travail correctif. Il purgeait sa peine à Solovki et le 9 octobre 1937, il a été condamné à mort et exécuté. | Écrivain, critique littéraire, publiciste . | 4 août 1956      |
|          | Pavlo Fylypovytch (uk)               | 2 septembre 1891-3 novembre 1937  | Il a été arrêté en août 1935 et jugé avec Zerov au début de l'année suivante pour appartenance à une organisation d'espionnage terroriste, qui devait être un séminaire sur la littérature ukrainienne à l'INO de Kiev. Condamné à 10 ans d'exil dans des camps de concentration, il est exécuté en 1937. | Poète, critique littéraire. Figure de proue des néoclassiques (uk). | 23 janvier 1958  |
|          | Mykola Zerov                         | 26 avril 1890-3 novembre 1937     | Fin 1934, il est renvoyé de l'université. Dans la nuit du 28 avril 1935, il est arrêté près de Moscou, avant d'être envoyé à Kiev le 20 mai. Il est accusé d'avoir dirigé une organisation nationaliste terroriste contre-révolutionnaire. Le tribunal militaire du district militaire de Kiev a examiné l'affaire à huis clos du 1er au 4 février 1936, sans la participation de l'accusé et de la défense. Condamné à 10 ans de prison, il est exécuté en 1937. | Poète, critique littéraire, traducteur. Autre figure de proue des néoclassiques, critique analytique profond, polémiste, maître du sonnet et brillant traducteur de poésie ancienne.                                                                                                   |                  |
|          | Mykhaïlo Draï-Khmara (uk)            | 10 octobre 1889-19 janvier 1939   | Il est arrêté le 21 mars 1933, accusé d'appartenir à une organisation contre-révolutionnaire de l'université de Kamianets. Faute de preuves, il est libéré le 11 mai 1933 et l'affaire est close le 16 juillet 1934. Remis en liberté sous caution, il est arrêté un deuxième fois le 6 septembre 1935 et conduit à l'exil pendant 5 ans dans le Kolyma, où il est tué. | Poète néoclassique, critique littéraire, traducteur. Il aurait été capable de parler 19 langues. | 28 novembre 1989 |
|          | Volodymyr Svidzinsky (uk)            | 8 octobre 1885-18 octobre 1941    | Le 27 septembre 1941, Svidzinsky a été arrêté puis brûlé vif avec d'autres prisonniers dans un bâtiment de ferme abandonné dans le village de Nepokrytomy près de Saltov, dans la région de Kharkiv. | Poète, traducteur. |                  |
|          | Mykhaïlo Johansen, dit Maïk Johansen | 28 octobre 1896-27 octobre 1937   | Il a été arrêté le 18 août 1937. Le 24 octobre, il a été accusé d'être actif depuis 1932 au sein d'une organisation nationaliste anti-soviétique qui viserait à renverser le gouvernement soviétique par la terreur et le soulèvement armé ; il aurait recruté quatre personnes pour prendre part au soulèvement et accepté de participer personnellement à une attaque terroriste contre le Parti communiste et les dirigeants soviétiques. Le 26 octobre, le Conseil militaire de la Cour suprême de l'URSS l'a condamné à mort ; il est exécuté deux jours plus tard.                                                                                             | Écrivain. Poète, auteur de romans d'aventures. Un des fondateurs de Hart et Vaplite. | 1958             |
|          | Dmytro Falkivsky (uk)                | 3 novembre 1898-16 décembre 1934  | Malgré son passé révolutionnaire, les critiques officiels étaient sceptiques quant à son travail. Lorsque la terreur s’est intensifiée à la suite des meurtres de Sergueï Kirov, Hryhoriy Kossinka (uk), Oleska Vlyzko (uk), Kost Bouréviy (uk) et d’autres, il a été abattu avec vingt-sept autres personnes. | Poète, romancier, traducteur, scénariste. Appartenait au groupe littéraire Lanka (plus tard MARS). | Après 1956       |
|          | Olès Dosvitniy (uk)                  | novembre 1891-3 mars 1934         | Le 7 décembre 1933, il est accusé d'« appartenance à une organisation contre-révolutionnaire ukrainienne ayant pour but de renverser le gouvernement soviétique ». Il a été arrêté le 19 décembre, avec comme chef d'accusation supplémentaire « participation à des activités terroristes, y compris la préparation d'une tentative d'assassinat sur Postychev ». Le tribunal troïka en séance à huis clos du 23 février 1934 le condamne à mort ; le 3 mars, le conseil d'administration de l'ODPU confirme et fait exécuter la peine. | Prose, publiciste, scénariste, organisateur de production cinématographique. Membre de Hart, de Vaplite et de l'Union panukrainienne des écrivains prolétariens (uk). | 25 octobre 1955  |
|          | Oleksa Vlizko (uk)                   | 17 février 1908-14 décembre 1934  | Après l'assassinat de Kirov en décembre 1934, il a été arrêté avec un grand groupe de personnalités culturelles ukrainiennes, dont Hryhoriy Kossinka, Dmytro Falkivsky, Kost Bouréviy, Antin Krouchelnytsky (uk), Ivan Krouchelnytsky (uk), Vassyl Myssyk (uk) et d'autres. Pour appartenance à une organisation terroriste contre-révolutionnaire, la session de visite du Collège militaire de la Cour suprême de l'URSS a prononcé contre lui une condamnation à mort à huis clos le 14 décembre. | Écrivain. Son parcours littéraire est marqué par des recherches dynamiques, une diversité de formes, de genres, de thèmes. Classicisme, futurisme, « poésie de production » et propagande, et surtout romantisme vital actif.                                                          | 1958             |
|          | Guéo Chkoupouriy (uk)                | 20 avril 1903-8 décembre 1937     | Il a été arrêté le 3 décembre 1934 pour appartenance à « l'organisation terroriste de Kiev OUN ». Le 27 avril, il a été condamné à 10 ans dans un camp de travail avec une restriction supplémentaire de trois ans sur les droits politiques et la confiscation de la propriété. Il purgeait sa peine à Solovki. Sa femme et son fils ont été expulsés de Kiev en tant que famille d'un ennemi du peuple. Le 25 novembre 1937, une troïka spéciale a reconsidéré l'affaire et l'a condamné à mort ; il a été exécuté le 8 décembre. | Écrivain, scénariste. L'un des leaders des panfuturistes. | 1957             |
|          | Oleksa Slissarenko (uk)              | 28 mars 1891-3 novembre 1937      | En avril 1934, il est arrêté par le GPU de l'URSS et en avril 1935, un tribunal militaire le condamne à 10 ans de prison. Tandis qu'il purge sa peine à Solovki, en octobre 1937, une troïka distincte du bureau du NKVD de la RSFSR dans la région de Leningrad a réexaminé son cas et l'a condamné à mort. | Écrivain. Il s'intéressait au futurisme, était membre de l'Union des écrivains prolétariens, Hart, Vaplite. Après « l'auto-liquidation », Vaplite a fondé avec Johansen le « Groupe techno-artistique A ».                                                                             |                  |
|          | Myroslav Irtchan (uk)                | 14 août 1897-3 novembre 1937      | Le 28 décembre 1933, après une longue conversation avec Postychev, il est arrêté dans les locaux du Comité central du Parti communiste de Biélorussie pour appartenance au mouvement nationaliste ukrainien, une organisation contre-révolutionnaire. Le 28 mars, la troïka judiciaire et le conseil d'administration du GPU l'envoient 10 ans à Solovki. Le 9 octobre 1937, la troïka judiciaire de l'UNKVD de la région de Leningrad le condamne à mort. | Écrivain, publiciste, dramaturge, traducteur, critique littéraire, journaliste, historien, éditeur. | 3 avril 1956     |
|          | Dmytro Bouzko (uk)                   | 1891-14 novembre 1937 (à 46 ans)  | Le 16 juillet 1937, lors d'une réunion de l'organisation d'Odessa de l'Union des écrivains, dans son discours, il admet que tout le monde peut se tromper, y compris le « grand et sage Staline lui-même ». Lors de cette réunion, il a été expulsé du SP pour « discours contre-révolutionnaire » et le 20 octobre, il a été arrêté et accusé d'avoir occupé un certain nombre de postes dans des organisations petliouristes entre 1918 et 1920, d'être membre d'une organisation nationaliste, d'avoir dirigé des contre-révolutionnaires et d'avoir œuvré pour l'agitation lors de réunions d'écrivains. Le 1er novembre, la troïka du NKVD l'a condamné à mort. | Écrivain, scénariste. Auteur d'un roman de science-fiction. Il était membre de l'association littéraire des futuristes ukrainiens « Nova Generatsiia ». | 1957             |
|          | Volodymyr Iarochenko (uk)            | 23 mai 1898-23 octobre 1937       | En février-mai 1933, il est arrêté, soupçonné d'appartenir à l'organisation contre-révolutionnaire nationaliste ukrainienne. En novembre 1936, il est arrêté une seconde fois, accusé d'appartenir à une organisation terroriste nationaliste ukrainienne, et en juillet 1937, il est condamné à mort. | Écrivain, fabuliste, dramaturge, critique littéraire, scénariste, traducteur. | 13 octobre 1962  |
|          | Marko Vorony (uk)                    | 18 mars 1904-11 mars 1937         | Il a été arrêté le 19 mars 1935. Le tribunal militaire du district militaire de Kiev, lors d'une séance à huis clos du 1er au 4 février 1936, l'a condamné à 8 ans de goulag. Il a purgé sa peine à Kem, puis à Solovki . Le 9 octobre 1937, il est condamné à mort par une troïka spéciale du NKVD de la région de Leningrad. | Poète, traducteur, poète pour enfants. | 23 janvier 1958  |
|          | Vassyl Vrajlyvy (uk)                 | 1903-8 décembre 1937 (à 34 ans)   | Il a été arrêté lors d'arrestations massives après l'assassinat de Kirov en décembre 1934. Il a été condamné les 27 et 28 mars 1935 à passer 10 ans dans un camp de concentration et a été exilé à Solovki. Par décision de la troïka de l'UNKVD de la région de Leningrad, il est condamné à mort à plusieurs reprises, pour finalement être exécuté. | Écrivain, traducteur. Il a appartenu à l'organisation Charrue (uk), puis a rejoint la Vaplite, et après sa liquidation, au Prolitfront (uk). | 1956             |
|          | Serhiy Pylypenko (uk)                | 22 juillet 1891-mars 1934         | Le 21 août 1933, il est expulsé du parti. Il a été arrêté le 29 novembre, accusé d'être un participant actif de l'UVO, qui cherchait à renverser le gouvernement soviétique de la RSS d'Ukraine par un soulèvement armé, d'avoir dirigé personnellement des actions terroristes, et d'avoir participé à l'organisation d'une tentative d'assassinat contre le président du SNC de l'URSS Tchoubar ». Le 23 février 1934, la Troïka a déposé une pétition auprès du Conseil de l'ODPU pour exécution, qui a été approuvée le 3 mars. | Écrivain, critique littéraire, fabuliste. Fondateur et président de l'organisation Charrue. | 30 avril 1957    |
|          | Kost Bouréviy (uk)                   | 2 août 1888-15 décembre 1934      | À partir de 1932, il ne trouve plus de travail. Les 13 et 15 décembre 1934, la session militaire du Collège militaire de la Cour suprême de l'URSS à Kiev l'a condamné à mort pour « avoir organisé la préparation d'actes terroristes contre des responsables soviétiques ». | Écrivain, dramaturge, critique de théâtre, critique littéraire. Un participant actif dans la discussion littéraire de 1925-1928. | 1957             |
|          | Ivan Mykytenko                       | 6 septembre 1897-4 octobre 1937   | En 1937, il est démis du secrétariat, du conseil d'administration et du présidium du SRPU, de rédacteur en chef du magazine de littérature soviétique et expulsé du parti le 3 octobre. Le lendemain, il rejoint le NKVD. Les données sur la suite sont très contradictoires ; il se serait possiblement suicidé. Son corps aurait été retrouvé le 18 octobre. | Écrivain, dramaturge. Un des dirigeants du VUSPP, et en 1932 membre du comité d'organisation de l'Union des écrivains de l'URSS. |                  |
|          | Pylyp Kapelhorodsky (uk)             | 27 novembre 1882-mai 1938         | Il a été arrêté le 19 mars 1938 et le 5 avril 1938 ; une troïka spéciale du NKVD dans la région de Poltava l'a condamné à mort sur de fausses accusations de nationalisme. | Écrivain, publiciste, satiriste et humoriste, l'un des fondateurs de la littérature soviétique ukrainienne. | Janvier 1956     |
|          | Klym Polichtchouk (uk)               | 25 novembre 1891-3 novembre 1937  | En 1924, lui et sa femme sont venus en URSS. En 1930, les deux sont successivement arrêtés. Le 2 janvier 1931, ils sont condamnés à 10 ans de prison. Tandis qu'il purgent des peines à Solovki, le 9 octobre 1937, l'affaire fut réexaminée et Klim Polichtchouk est condamné à mort. | Écrivain, publiciste, auteur de romans historiques. |                  |
|          | Hryhorii Epik                        | 17 janvier 1901-3 novembre 1937   | Il a été arrêté le 5 décembre 1934 pour appartenance à une organisation nationaliste contre-révolutionnaire qui planifiait des actes terroristes contre les dirigeants du Parti communiste et du gouvernement. Il a admis sa culpabilité sans résistance. Au début de 1935, il écrit une lettre au commissaire du peuple V. Balytsky, dans laquelle il se repent des intentions criminelles de tout le groupe et admet qu'ils doivent tous être fusillés « comme des chiens enragés ». Postychev a lu la lettre à l'assemblée plénière du conseil d'administration de l'Union des écrivains d'Ukraine. En octobre 1937, il est condamné à mort.                      | Écrivain, traducteur, publiciste. Il est membre de l'Union des écrivains paysans, de la Charrue, et a rejoint plus tard la Vaplite. | 1956             |
|          | Vassyl Bobynsky (uk)                 | 11 septembre 1898-2 janvier 1938  | Il a été arrêté par le NKVD en 1933 en tant que membre de l'UVO et a été condamné en 1934 à trois ans dans un camp de concentration. Il a travaillé à la construction du canal Don-Volga. En 1937, il est arrêté à nouveau puis condamné à mort. | Poète, traducteur. Il a écrit des œuvres érotiques. Membre de l'Ukraine occidentale (uk) et VUSPP. | 26 octobre 1956  |
|          | Dmytro Zahoul (uk)                   | 28 août 1890-1944 (à 53 ans)      | Arrêté en février 1933, la troïka GPU décide en mai de lui faire passer 10 ans dans des camps de concentration pour appartenance à une organisation contre-révolutionnaire qui préparait un soulèvement armé contre le régime soviétique. Il purge sa peine en Transbaïkalie (station d'Ouroulga). En 1943, la peine d'emprisonnement a été prolongée. Il est mort dans des circonstances inconnues. | Poète, critique littéraire, critique, publiciste, traducteur, enseignant, personnalité publique. Poète symboliste. | 29 avril 1957    |
|          | Oleksandr Sokolovsky (uk)            | 8 septembre 1896-22 août 1938     | En tant qu'ancien SR, il a été arrêté en 1920 et 1924. Il a été arrêté pour la dernière fois le 29 octobre 1937, accusé d'avoir rejoint une organisation RS anti-soviétique en 1932, d'avoir été recruté en 1936 dans une organisation nationaliste ukrainienne anti-soviétique et d'avoir dirigé un groupe terroriste visant à renverser le gouvernement soviétique par la force. Condamné à mort. | Écrivain romancier. Membre de l'Union des écrivains de l'URSS depuis 1934. | 18 juillet 1957  |
|          | Vassyl Tchetchviansky (uk)           | 11 mars 1888-15 juillet 1937      | Il a été arrêté le 2 novembre 1936 à Kharkiv. Il « avoue » qu'il est membre de la clandestinité contre-révolutionnaire depuis 1933, « étant lié aux ennemis actifs du gouvernement soviétique » Khvylov, Vychnia, Koulich, Vrajlyvy et Polichtchouk. Transporté à Kiev. Condamné à mort le 14 juillet. | Écrivain humoristique. Membre des organisations littéraires La Charrue et VUSPP. |                  |
|          | Iouri Voukhnal (uk)                  | 5 octobre 1906-15 juillet 1937    | Il a été arrêté le 2 novembre 1936, accusé de « participation à une organisation terroriste nationaliste ukrainienne qui préparait des actes terroristes contre les dirigeants du PCUS et du gouvernement soviétique ». Il a plaidé non coupable. Le 14 juillet 1937, le Conseil militaire de la Cour suprême de l'URSS l'a condamné à mort. | Écrivain. A écrit des romans, de l'humour, des feuilletons, des essais. Il appartenait aux organisations littéraires La Charrue, Molodniak (uk), VUSPP. | 4 novembre 1958  |
|          | Dmytro Tas (uk)                      | 28 janvier 1901-28 février 1938   | Il a été arrêté par le NKVD le 28 janvier 1938. Condamné à mort le 25 février, la peine a été exécutée le 28 février 1938, vraisemblablement dans la région de Moscou. | Écrivain, publiciste. Les écrits de Tas sont marquées par la recherche de la perfection formelle. Le critique Iakiv Savtchenko, avec Dmytro Falkivsky, le considérait comme un représentant du néo-symbolisme dans la littérature ukrainienne.                                         |                  |
|          | Hordiy Kotsiouba (uk)                | 16 janvier 1892-17 décembre 1938  | Il a été arrêté par le GPU le 21 mars 1938 et le 17 décembre 1938, le tribunal militaire du district militaire de Kharkiv l'a condamné à mort. | Écrivain. Membre des syndicats littéraires Hart (1923-1925), Vaplite (1925-1927) et Prolitfront. | 1957             |
|          | Les Kourbas                          | 25 février 1887-3 novembre 1937   | Des accusations étaient faites de « tristesse », une distorsion de la réalité optimiste soviétique. Licencié du poste de directeur de théâtre. Il a été arrêté et envoyé à la construction du canal de la mer Blanche sur Medveja Gora, puis à Solovki. En 1937, après un nouveau procès, il est abattu. | Réalisateur, acteur, théoricien du théâtre, dramaturge, publiciste, traducteur. Créateur de théâtre ukrainien moderne. | 1957             |
|          | Mykhaïlo Boïtchouk                   | 30 octobre 1882-30 octobre 1882   | Le 25 novembre 1936, le NKVD l'a arrêté et le 13 juillet, avec les étudiants I. Padalka et V. Sedliar, il a été abattu. Son épouse a également été exécutée le 11 décembre comme « espionne » et « épouse du chef d'une organisation terroriste nationaliste des milieux artistiques ». Le sort de ces quatre personnes a été partagé par la majorité des élèves de Mykhaïlo Boïtchouk. | Artiste, peintre monumental, enseignant. Fondateur de l'école de peinture monumentale ukrainienne, leader des « boïtchoukistes ». |                  |
|          | Ivan Padalka (uk)                    | 15 novembre 1894-13 juillet 1937  | Le 13 juillet 1937, le Collège militaire de la Cour suprême de l'URSS l'a condamné comme « membre d'une organisation terroriste national-fasciste dont le but était la sécession des terres de la RSS d'Ukraine de l'URSS et la restauration du capitalisme » à la peine de mort. Il a été abattu avec V. Sedliar et leur professeur M. Boïtchouk. | Peintre boïtchoukiste. Il a participé à de nombreuses expositions internationales. | 1er février 1958 |
|          | Vassyl Sedliar                       | 12 avril 1899-13 juillet 1937     | Il a été abattu le 13 juillet 1937 à Kiev avec Ivan Padalka et leur professeur Mykhaïlo Boïtchouk. | Peintre. Il a travaillé dans les domaines de la peinture monumentale et de chevalet, du graphisme de chevalet et de livre, des arts décoratifs et appliqués. |                  |
|          | Anton Prykhodko (uk)                 | 1891-29 janvier 1938 (à 43 ans)   | Le 21 décembre 1937, il est condamné à mort par la troïka du NKVD de la région d'Arkhangelsk. Il est exécuté le 29 janvier 1938 avec Ivan Chtchepkine, Mykola Mouzytchenko et Volodymyr Ivanov. | Homme d'État soviétique ukrainien. Représentant permanent de la République socialiste soviétique d'Ukraine auprès du gouvernement de l'URSS. Membre du Comité exécutif central panukrainien. Il a écrit sous le pseudonyme A. Pryïdechniy (А. Прийдешній, c'est-à-dire « A. Avenir »). | 6 décembre 1957  |

## Choix du terme

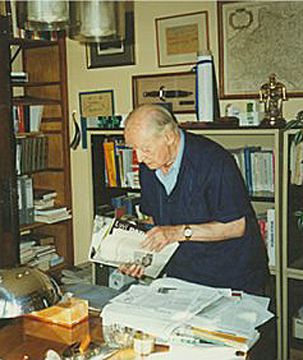
Jerzy Giedroyc à Maisons-Laffitte en 1997.

La paternité de la métaphore de la « renaissance fusillée » appartient au publiciste polonais Jerzy Giedroyc. Il a utilisé cette expression pour la première fois dans une lettre du 13 août 1958 au chercheur en littérature ukrainienne Iouri Lavrinenko (uk), la proposant comme titre d'une anthologie de la littérature ukrainienne de 1917-1933, préparée par Lavrinenko à la demande de Giedroyc : « Quant au titre. Ne serait-il pas bon de lui donner un nom général : « Renaissance fusillée. Anthologie 1917-1933 », etc. Le nom serait alors spectaculaire. En revanche, le modeste nom « Anthologie » ne peut que faciliter la pénétration derrière le rideau de fer. Qu'en penses-tu ? »
L'anthologie Розстріляне відродження (Renaissance fusillée (uk)) est apparue à l'initiative et aux frais de Jerzy Giedroyc dans la revue Kultura, publiée par la Bibliothèque polonaise de Paris en 1959. Elle demeure la plus importante source de l'histoire de la littérature ukrainienne de cette période, incluant le meilleur de la poésie, de la prose et des essais ukrainiens de la décennie 1921-1931.
Selon Iaryna Tsymbal (uk), chercheuse en littérature ukrainienne des années 1920, la Renaissance fusillée était un bon nom pour l'anthologie, mais un échec pour toute la génération d'intellectuels créatifs. « Renaissance rouge », parfois utilisé, est à son avis une meilleure métaphore. Elle est apparue pour la première fois en 1925, alors que simultanément et indépendamment un livre d'Alexandre Leïtès (uk) intitulé Renaissance de la littérature ukrainienne et un poème de Volodymyr Gadzinsky (uk) intitulé Appel de la renaissance rouge sont publiés. La même année, Gadzinski publie un préface dans le magazine Neo-Lif (Нео-Ліф) dans lequel il déclare : « Pour nous, le passé n'est qu'un moyen de connaître le présent et l'avenir, une expérience utile et importante pratique dans la grande construction de la Renaissance rouge. »